# Gauliga Südwest 1933/34
Die Gauliga Südwest 1933/34 war die erste Spielzeit der Gauliga Südwest im Fußball. In der neuen Spielklasse des Sportgaues 13, die als eine von deutschlandweit 16 Gauligen als höchste Liga eingeführt worden war, traten zwölf Mannschaften gegeneinander an, die zuvor in den Staffeln Main/Hessen und Rhein/Saar der Süddeutschen Meisterschaft 1932/33 heimisch gewesen waren. Ursprünglich waren für die Liga lediglich zehn Mannschaften vorgesehen, aufgrund des Protestes des Vorjahresvierten der Bezirksklasse Hessen, SV Wiesbaden, wurden der SVW sowie Alemannia Worms nachnominiert und die Spielklasse in den beiden darauf folgenden Jahren um jeweils eine Mannschaft verkleinert. Kickers Offenbach entschied die erste Gaumeisterschaft für sich und vertrat anschließend den Südwesten in der Endrunde um die deutsche Meisterschaft. Äußerst eng ging es im Abstiegskampf zu, zwischen den Plätzen 5 und 10 lagen am Ende lediglich zwei Punkte. Der Torquotient musste letztlich über den Klassenverbleib entscheiden, denn die Mannschaften auf den Plätzen 8 bis 10 waren am Rundenende punktgleich. Den Gang in die zweitklassige Bezirksklasse musste schließlich neben Alemannia Worms und dem FSV Mainz 05 der SV Wiesbaden antreten. Um die Anzahl der Mannschaften sukzessive auf die „Sollstärke“ von 10 zu bringen, rückten zur Saison 1934/35 für die drei Absteiger lediglich zwei Aufsteiger nach, Union Niederrad und der SV Saar 05 Saarbrücken.

## Teilnehmer
Für die erste Austragung der Gauliga Südwest qualifizierten sich folgende Mannschaften:
- die drei besten Teams aus der Gruppe Main der Bezirksliga Main/Hessen der Süddeutschen Fußballmeisterschaft 1932/33:
  - FSV Frankfurt
  - Eintracht Frankfurt
  - Offenbacher FC Kickers
- die vier besten Teams aus der Gruppe Hessen der Bezirksliga Main/Hessen der Süddeutschen Fußballmeisterschaft 1932/33:
  - 1. FSV Mainz 05
  - Wormatia Worms
  - VfR Alemannia-Olympia Worms
  - SV Wiesbaden
- die vier besten Teams aus der Gruppe Saar der Bezirksliga Rhein/Saar der Süddeutschen Fußballmeisterschaft 1932/33:
  - FK Pirmasens
  - 1. FC Kaiserslautern
  - Borussia Neunkirchen
  - Sportfreunde 05 Saarbrücken
- das bestplatzierte Team aus der Gruppe Rhein der Bezirksliga Rhein/Saar der Süddeutschen Fußballmeisterschaft 1932/33, welches im neu geschaffenen Gaugebiet Südwest liegt:
  - FC Phönix Ludwigshafen (2.)

## Abschlusstabelle
| Pl. | Verein                      | Sp. | S  | U | N  | Tore    | Quote | Punkte |
| --- | --------------------------- | --- | -- | - | -- | ------- | ----- | ------ |
| 1.  | Offenbacher FC Kickers      | 22  | 11 | 8 | 3  | 046:310 | 1,48  | 30:14  |
| 2.  | FK Pirmasens                | 22  | 11 | 5 | 6  | 059:320 | 1,84  | 27:17  |
| 3.  | Wormatia Worms              | 22  | 11 | 5 | 6  | 043:410 | 1,05  | 27:17  |
| 4.  | SG Eintracht Frankfurt      | 22  | 10 | 5 | 7  | 053:400 | 1,33  | 25:19  |
| 5.  | Borussia Neunkirchen        | 22  | 9  | 4 | 9  | 046:490 | 0,94  | 22:22  |
| 6.  | FSV Frankfurt               | 22  | 9  | 3 | 10 | 043:480 | 0,90  | 21:23  |
| 7.  | 1. FC Kaiserslautern        | 22  | 9  | 3 | 10 | 046:530 | 0,87  | 21:23  |
| 8.  | Sportfreunde 05 Saarbrücken | 22  | 9  | 2 | 11 | 040:380 | 1,05  | 20:24  |
| 9.  | FC Phönix Ludwigshafen      | 22  | 7  | 6 | 9  | 039:440 | 0,89  | 20:24  |
| 10. | SV Wiesbaden                | 22  | 8  | 4 | 10 | 037:430 | 0,86  | 20:24  |
| 11. | 1. FSV Mainz 05             | 22  | 9  | 1 | 12 | 044:530 | 0,83  | 19:25  |
| 12. | VfR Alemannia-Olympia Worms | 22  | 4  | 4 | 14 | 029:530 | 0,55  | 12:32  |

## Aufstiegsrunde

### Gruppe Ost
| Platz | Verein                                                   | Spiele | Tore  | Quote | Punkte |
| ----- | -------------------------------------------------------- | ------ | ----- | ----- | ------ |
| 1.    | FC Union Niederrad (Sieger Bezirksklasse Groß-Frankfurt) | 4      | 16:30 | 5,33  | 6:2    |
| 2.    | Polizei SV Darmstadt (Sieger Bezirksklasse Südhessen)    | 4      | 03:70 | 0,43  | 5:3    |
| 3.    | TSV Heusenstamm (Sieger Bezirksklasse Main-Taunus)       | 4      | 01:10 | 0,10  | 1:7    |

### Gruppe West
| Platz | Verein                                             | Spiele | Tore | Quote | Punkte |
| ----- | -------------------------------------------------- | ------ | ---- | ----- | ------ |
| 1.    | SV Saar 05 Saarbrücken (Sieger Bezirksklasse Saar) | 4      | 08:5 | 1,60  | 6:2    |
| 2.    | FG 1914 Oppau (Sieger Bezirksklasse Vorderpfalz)   | 4      | 11:9 | 1,22  | 4:4    |
| 3.    | FVgg Mombach 03 (Sieger Bezirksklasse Rheinhessen) | 4      | 03:8 | 0,38  | 2:6    |